# Villa Rigaux

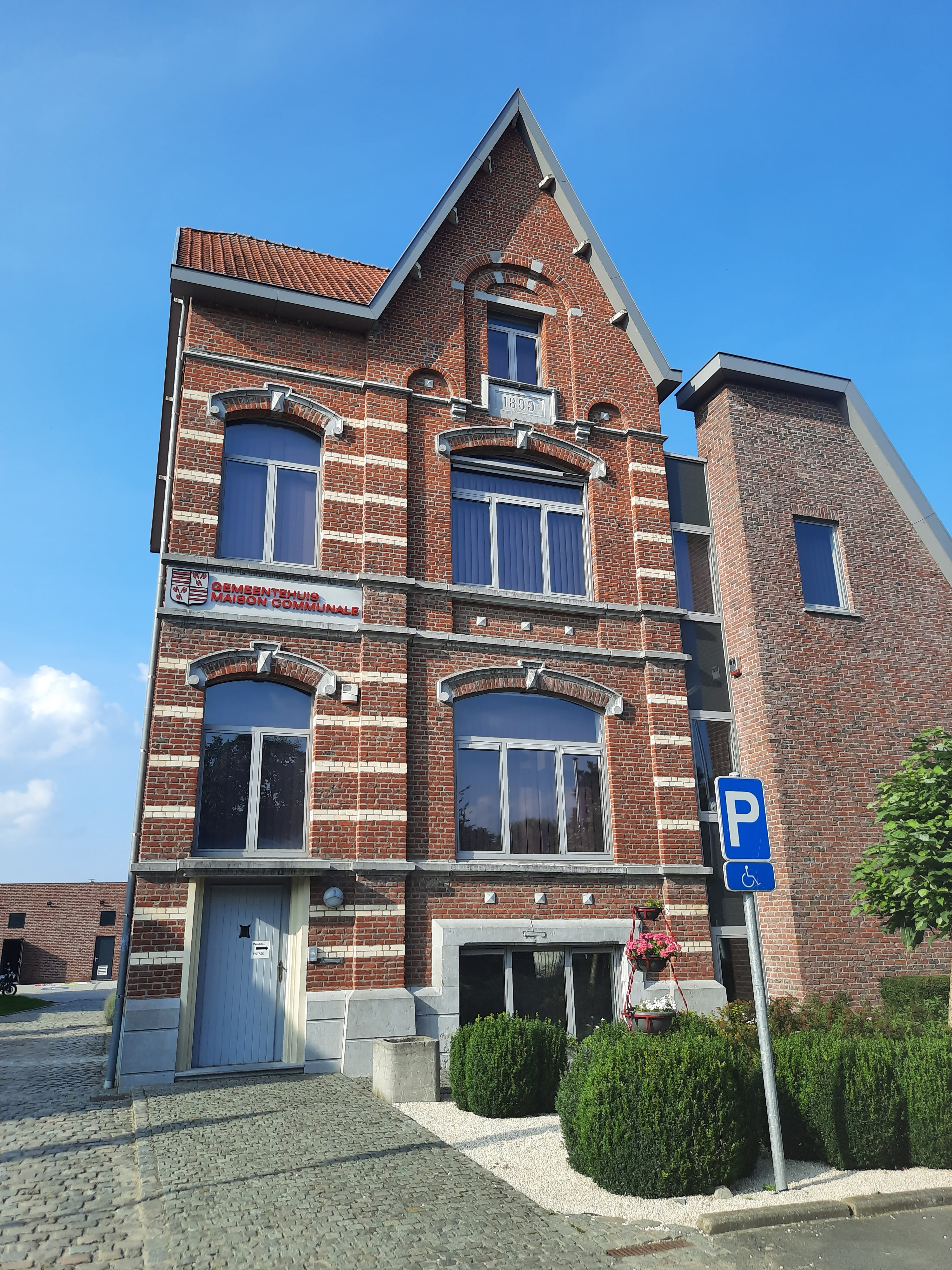
Ancienne façade

La Villa Rigaux est une villa de style fin de siècle de 1899 situé rue Kamme à Biévène et est également l'hotel de ville de la commune.

## Histoire
La partie la plus ancienne de l'actuelle mairie était autrefois une villa de la famille Rigaux, qui exploitait une brasserie de l'autre côté de la rue. Le bâtiment est vendu au début du XXe siècle et sert de caserne de gendarmerie de Biévène. La brigade se composait de quelques gendarmes qui résidaient à Biévène, complétés par des gendarmes punis qui pouvaient servir plusieurs mois dans la lointaine Biévène.
Derrière la maison communale se trouvaient des parkings et le casier ou la prison était également situé. La porte en fer avec de lourdes poignées, une trappe de visite et une serrure robuste est toujours clairement reconnaissable. À l'intérieur, il y a deux cellules qui sont utilisées par l'arbitre de football en 2022 comme douche et vestiaire.
Le bâtiment a été l'un des premiers endroits de Biévène à être ouvert via QRpedia en 2022.

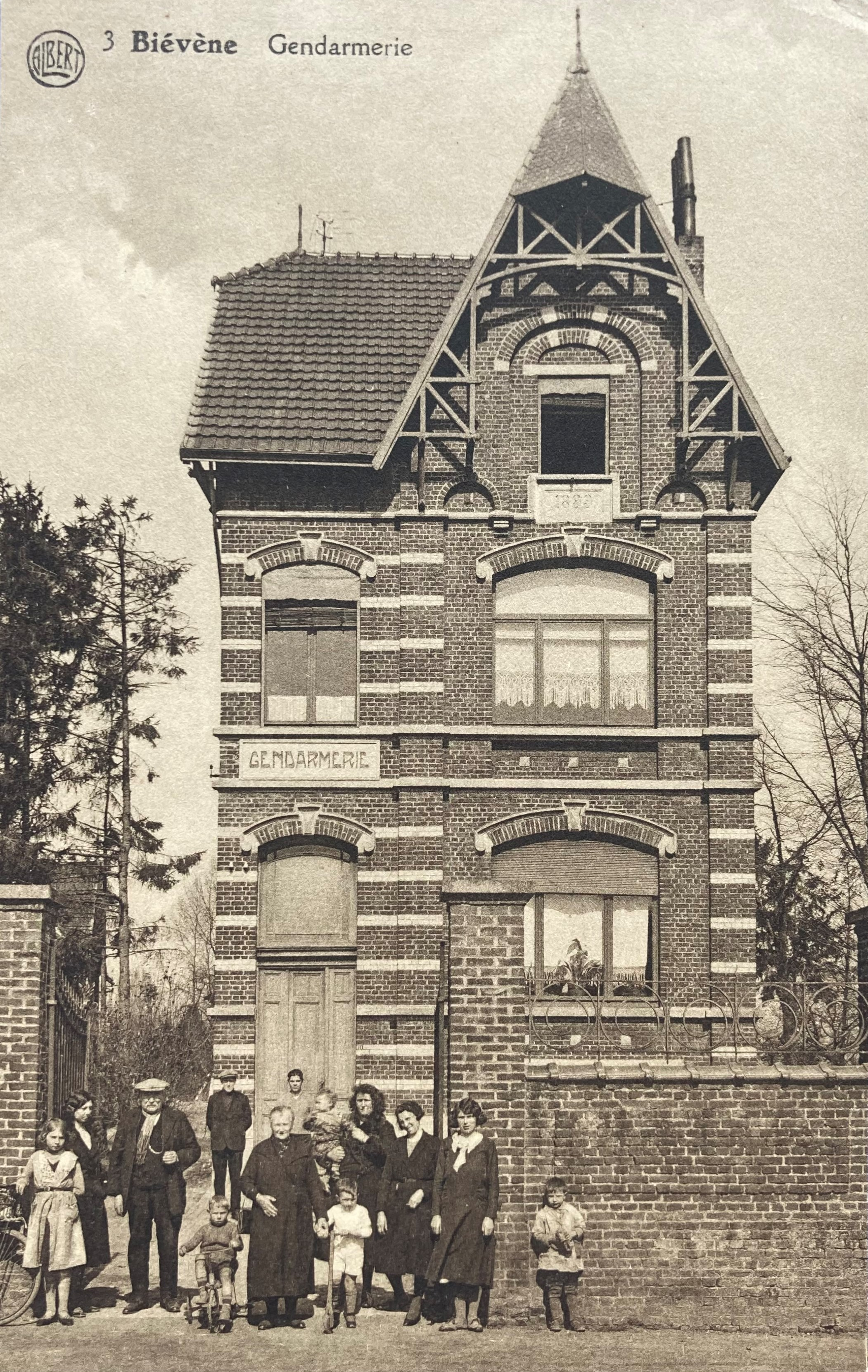
Carte postale de la gendarmerie (Collection 'Erfgoed Bever')
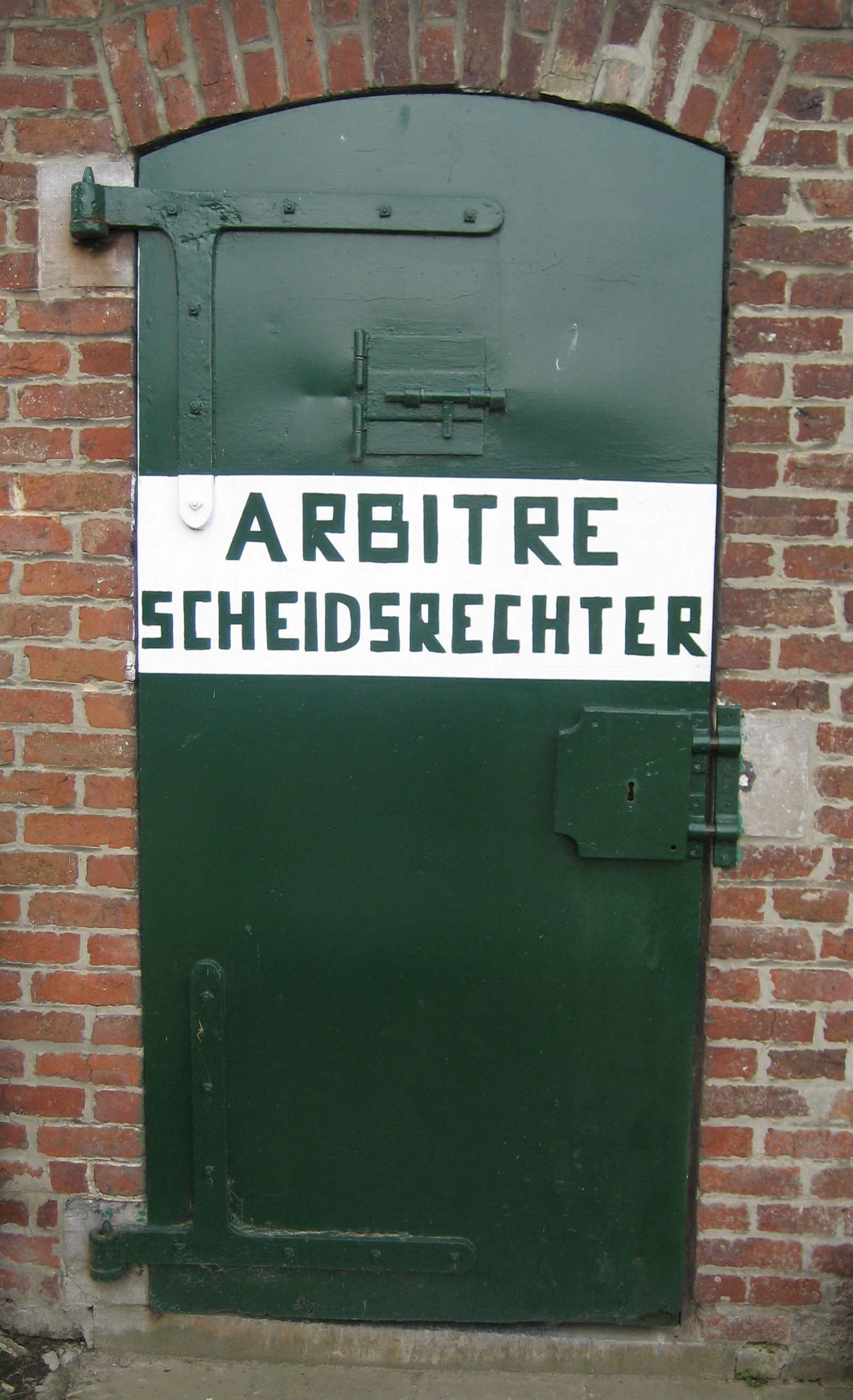
Porte (photo: Werner Godfroid, 'Erfgoed Bever')
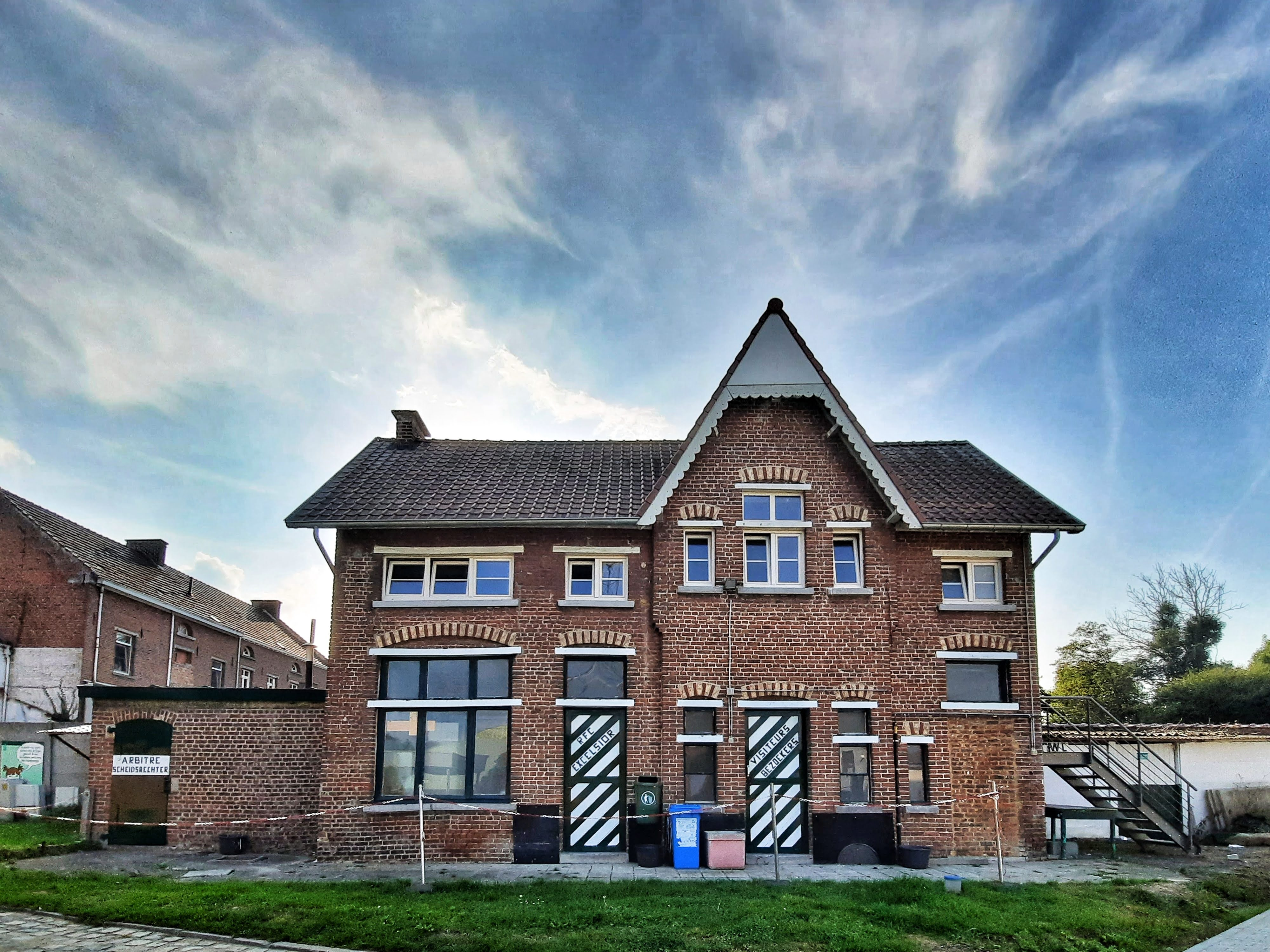